# Lorenzo Zanetti
Lorenzo Demetrio Zanetti (Brescia, 10 augustus 1987) is een Italiaans motorcoureur.

## Carrière
Tussen 2001 en 2004 kwam Zanetti uit in het Italiaanse 125cc-kampioenschap. 2003 zou zijn beste seizoen in de klasse blijken met een negende plaats in de eindstand. In 2004 debuteerde hij in de 125cc-klasse van het wereldkampioenschap wegrace tijdens de Grand Prix van Italië op een Honda met een wildcard, maar finishte de race niet. Vanaf de Grand Prix van Tsjechië kwam hij uit op een Aprilia als permanente vervanger van Simone Sanna. Een zeventiende plaats tijdens de seizoensfinale in Valencia was zijn beste resultaat en hij behaalde geen punten voor het kampioenschap.
In 2005 reed Zanetti het volledige seizoen van het WK 125cc, maar moest hij vanwege een blessure vroeg in het seizoen twee races missen. In de rest van het seizoen was een vijfde plaats in Tsjechië zijn beste resultaat, waardoor hij met 30 punten zeventiende werd in de eindstand. In 2006 was een achtste plaats in Turkije zijn beste klassering en eindigde hij met 19 punten op plaats 21 in het klassement. In 2007 behaalde hij opnieuw zijn beste resultaat in Turkije, maar ditmaal met een zevende positie. Met 30 punten eindigde hij als negentiende in het kampioenschap.
In 2008 maakte Zanetti binnen het WK 125cc de overstap naar een KTM. Hij kende zijn beste race in Frankrijk, waar hij zevende werd. Met 22 punten eindigde hij op plaats 22 in het kampioenschap. In 2009 keerde hij terug naar een Aprilia. Hij behaalde drie top 10-finishes, met een zevende plaats in Groot-Brittannië als beste resultaat. Met 37 punten werd hij negentiende in het eindklassement.
In 2010 maakte Zanetti de overstap naar het Italiaanse Stock 600-kampioenschap, waarin hij op een Yamaha uitkwam. Hij won een race op het Misano World Circuit en eindigde in vijf van de andere zes races als tweede. Met 125 punten werd hij tweede in het klassement. Tevens reed hij dat jaar in de laatste vijf races van de FIM Superstock 1000 Cup op een Ducati, waarin hij twee podiumplaatsen behaalde op het Automotodrom Brno en het Autodromo Enzo e Dino Ferrari. Alhoewel hij in slechts de helft van de races reed, werd hij zevende in de eindstand met 66 punten.
In 2011 reed Zanetti een volledig seizoen in de FIM Superstock 1000 Cup op een BMW. Hij won een race op het Autodromo Nazionale Monza en eindigde in vijf andere races op het podium. Met 148 punten werd hij achter Davide Giugliano en Danilo Petrucci derde in de eindstand. Daarnaast reed hij in de eerste twee races van het Italiaanse Stock 1000-kampioenschap op Misano en Monza, waarin hij derde en eerste werd. In 2012 maakte Zanetti de overstap naar het wereldkampioenschap superbike, waarin hij op een Ducati uitkwam. Zijn beste resultaten waren drie achtste plaatsen op Imola, de Moscow Raceway en de Nürburgring, waardoor hij met 68 punten zeventiende werd in het klassement.
In 2013 maakte Zanetti de overstap naar het wereldkampioenschap Supersport, waarin hij op een Honda reed. Op Monza behaalde hij zijn enige podium van het seizoen. Op 21 juli was hij op de Moscow Raceway betrokken bij een zwaar ongeluk, waarin hij tegen de kort daarvoor gevallen Andrea Antonelli reed, die later aan zijn verwondingen overleed. Zanetti werd vijfde in het eindklassement met 114 punten. In 2014 bleef Zanetti op een Honda rijden en maakte hij de overstap naar het team Ten Kate Racing. Op Imola behaalde hij zijn eerste overwinning in het kampioenschap, maar dit bleek zijn enige podiumfinish van het seizoen te zijn. Met 112 punten werd hij achter Michael van der Mark, Jules Cluzel en Florian Marino vierde in het kampioenschap.
In 2015 stapte Zanetti binnen het WK Supersport over naar een MV Agusta. Hij behaalde podiumfinishes op het Phillip Island Grand Prix Circuit, Imola, Misano, het Sepang International Circuit, het Circuito Permanente de Jerez en het Losail International Circuit. Met 158 punten werd hij achter Kenan Sofuoğlu en P.J. Jacobsen derde in het eindklassement. In 2016 kende hij een minder seizoen, waarin een vijfde plaats op Misano zijn beste resultaat bleek. Met 50 punten werd hij dertiende in het kampioenschap.
In 2017 stapte Zanetti over naar het Italiaans kampioenschap superbike, waarin hij op een Ducati reed. Hij won een race op het Circuit Mugello en behaalde hiernaast nog vijf podiumplaatsen. Met 158 werd hij tweede in het klassement achter Michele Pirro, die alle andere races won. Tevens reed hij dat jaar in de laatste vijf races van het WK Supersport op een MV Agusta als vervanger van Roberto Rolfo. Twee zesde plaatsen op de Lausitzring en het Circuit Magny-Cours waren zijn beste resultaten en hij werd met 33 punten zestiende in de eindstand.
In 2018 werd Zanetti de officiële testcoureur van Ducati in het WK superbike. Hiernaast keerde hij terug in het Italiaans kampioenschap superbike. Hierin won hij twee races op Imola en Misano en stond hij in vijf andere races op het podium, waardoor hij met 179 punten achter Michele Pirro en Matteo Ferrari derde werd in de eindstand. In 2019 behaalde hij twee podiumfinishes op Imola en het Autodromo Vallelunga en werd hij met 135 punten opnieuw derde in de eindstand achter Pirro en Lorenzo Savadori. Dat jaar keerde hij ook terug als coureur in het WK superbike; tijdens de ronde op Imola als wildcardcoureur en tijdens de ronde op Misano als vervanger van de geblesseerde Eugene Laverty. Hij eindigde in drie van de vijf races als negende en werd met 21 punten twintigste in de eindstand.
In 2020 behaalde Zanetti in het Italiaans kampioenschap superbike drie podiumfinishes - een op Mugello en twee op Imola - maar moest hij ook het laatste raceweekend op Vallelunga aan zich voorbij laten gaan. Met 68 punten werd hij zevende in het klassement. Tevens reed hij dat jaar tijdens de ronde op het Circuit de Barcelona-Catalunya in het WK superbike als eenmalige vervanger van de geblesseerde Leandro Mercado en behaalde hij drie punten met een dertiende plaats in de derde race, waardoor hij op plaats 26 in het klassement eindigde.